# Kenai Fjords National Park
59°55′0″N 149°39′0″V / 59.91667°N 149.65000°V
Kenai Fjords National Park er en nationalpark i delstaten Alaska i USA. Parken blev etableret 2. december 1980, og er på 4.600 km². De vigtigste naturattraktioner i parken er i alt 38 isbræer; en af dem er Harding Icefield som et af de største områder med is i USA. Et andet karakteristisk naturfænomen er de mange fjorde som er dannet af bræarmene, og som har givet parken dens navn.
Nationalparken blev etableret i 1980 som et af i alt femten områder som blev oprettet samtidig med Alaska National Interest Lands Conservation Act. 
Dyrelivet i parken omfatter blandt andet pukkelhval, spækhugger, hvidsidemarsvin (Phocoenoides dalli), stellers søløve (Eumetopias jubatus), lunde, amerikansk sortbjørn og sneged
Parken ligger på Kenaihalvøen i det sydlige centrale Alaska, og kan nås fra byen Seward ca. 200 km syd for Anchorage. Den er en af tre nationalparker i Alaska som kan nås fra bilvei; indgangen til parken er ved Exit Glacier-bræen. 